# Pharaphodius sudanicus
Pharaphodius sudanicus är en skalbaggsart som beskrevs av Rudolph Petrovitz 1964. Pharaphodius sudanicus ingår i släktet Pharaphodius och familjen Aphodiidae. Inga underarter finns listade i Catalogue of Life.